# Valdeurspinnen (Idiopidae)
De valdeurspinnen (Idiopidae) zijn een familie van spinnen. De naam geeft verwarring met de spinnen uit de familie Ctenizidae, die worden ook valdeurspinnen genoemd.

## Geslachten
- Arbanitis L. Koch, 1874
- Blakistonia Hogg, 1902
- Bungulla Rix, Main, Raven & Harvey, 2017
- Cantuaria Hogg, 1902
- Cataxia Rainbow, 1914
- Cryptoforis Wilson, Rix & Raven, 2020
- Ctenolophus Purcell, 1904
- Eucanippe Rix, Main, Raven & Harvey, 2017
- Eucyrtops Pocock, 1897
- Euoplos Rainbow, 1914
- Gaius Rainbow, 1914
- Galeosoma Purcell, 1903
- Genysa Simon, 1889
- Gorgyrella Purcell, 1902
- Heligmomerus Simon, 1892
- Hiboka Fage, 1922
- Idiops Perty, 1833
- Idiosoma Ausserer, 1871
- Neocteniza Pocock, 1895
- Prothemenops Schwendinger, 1991
- Scalidognathus Karsch, 1892
- Segregara Tucker, 1917
- Titanidiops Simon, 1903